# Câu Phù
Câu Phù (tiếng Trung: 句扶; bính âm: Gui Fú; Việt bính: Ngau Fu), tự Hiếu Hưng (孝興), là tướng lĩnh nhà Quý Hán thời Tam Quốc trong lịch sử Trung Quốc.

## Cuộc đời
Câu Phù quê ở huyện Hán Xương, quận Ba Tây, Ích châu. Họ Câu là đại tộc trong huyện. Câu Phù làm người khoan hậu, trung thành dũng cảm, từng theo quân nam chinh bắc phạt, lập nhiều chiến công, được phong tước Đãng Cừ hầu.
Năm 247, Tả tướng quân Hướng Lãng qua đời, Câu Phù kế tục chức Tả tướng quân, công danh cùng tước vị hơi thấp hơn Trấn Bắc đại tướng quân Vương Bình. Người đường thời thường đánh đồng Vương Bình với Câu Phù.
Không rõ Câu Phù qua đời khi nào, khả năng là trước năm 250, khi chức Tả tướng quân được chuyển giao. Về sau, Trương Dực, Liêu Hóa được phong làm Tả, Hữu xa kỵ tướng quân, người đương thời có câu: Trước có Vương, Câu, sau có Trương, Liêu để ca tụng bốn người.

## Nhận xét
Thường Cừ đời Tấn nhận xét: Mã Đức Tín, Vương Tử Quân, Câu Hiếu Hưng, Trương Bá Kỳ kiến công lập nghiệp, phụng sự hai đời chủ họ Lưu, để lại tiếng tốt ở đất Kinh Sở.

## Trong văn hóa
Câu Phù không xuất hiện trong tiểu thuyết Tam quốc diễn nghĩa của La Quán Trung.

## Quan hệ với Câu An?
Câu An (tiếng Trung: 句安; bính âm: Gou An; ? - 264), không rõ quê quán, là Nha môn tướng dưới trướng trướng Khương Duy. Năm 249, Khương Duy cử Câu An cùng Lý Thiều đi Khúc Sơn đắp hai tòa thành để làm tiền đồn đánh Ngụy, nhưng bị tướng Ngụy là Trần Thái dùng kế cắt đứt nguồn lương thực. Câu An, Lý Thiều không chờ được viện quân, mở thành đầu hàng. Năm 263, Câu An giữ chức Nha môn tướng, theo Chung Hội đánh vào đất Thục, lại tham gia mưu đồ phục quốc của Khương Duy, kết cục bị loạn quân giết chết.
Vì họ Câu là họ hiếm, lại là tộc lớn, mà Câu Phù nhiều khả năng chết trước năm 250, trong khi Câu An đầu hàng năm 249. Nên có giả thiết hai người là thân nhân, cái chết của Câu Phù liên quan tới việc Câu An phản quốc.